# Kostel Proměnění Páně (Josefův Důl)
Římskokatolický farní kostel Proměnění Páně v Josefově Dole je novogotická sakrální stavba v centru obce.

## Historie
Postaven v letech 1862 až 1865 v novogotickém slohu podle plánů inženýra Břivnáče. Protože Náboženský fond nepokryl veškeré náklady na výstavbu, byla uspořádána loterie a na 2000 kusů losů byla získána částka 4 tisíce zlatých. 9. září 1862 se konalo slavnostní položení základního kamene, v den slavnostního aktu bylo „vystřeleno 100 ran z hmoždíře a na staveništi vlálo 100 vlajek a vlaječek c. k. monarchie“. Vymalování a znovupožehnání proběhlo po rekonstrukci v roce 1996.

## Architektura
Kostel je jednolodní. Stojí na půdorysu řeckého kříže. Má 45 metrů vysokou hranolovou věž v západním průčelí. Presbytář je sklenut síťovou klenbou. Loď je sklenuta křížovou klenbou bez žeber.

## Zařízení
Zařízení je pseudogotické z 19. století. Z vnitřního vybavení jsou nejcennější tři oltářní obrazy od Wilhelma Kandlera z 60. let 19. století.

## Galerie

Kostel v Josefově Dole v zimě
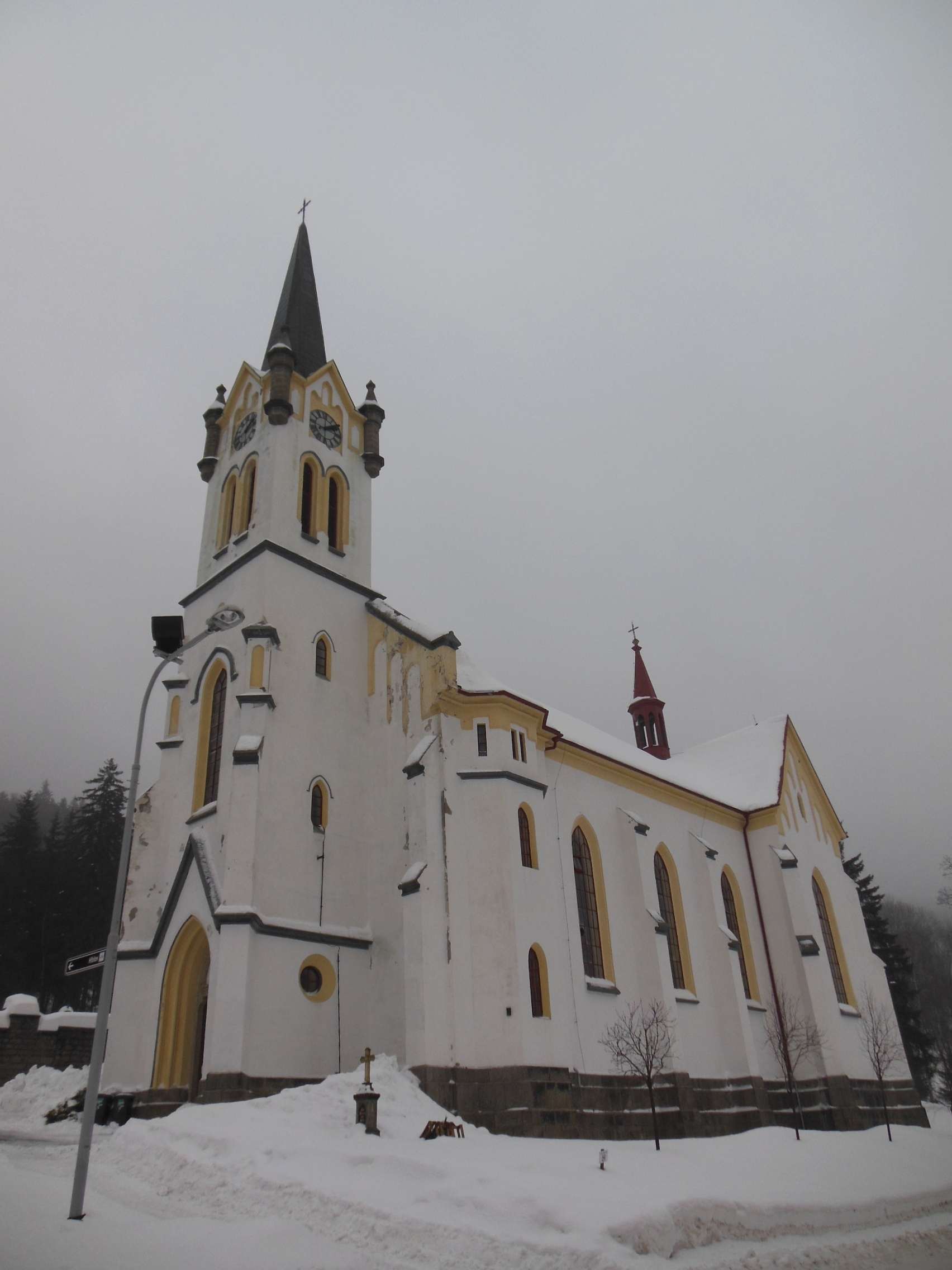
Bok kostela
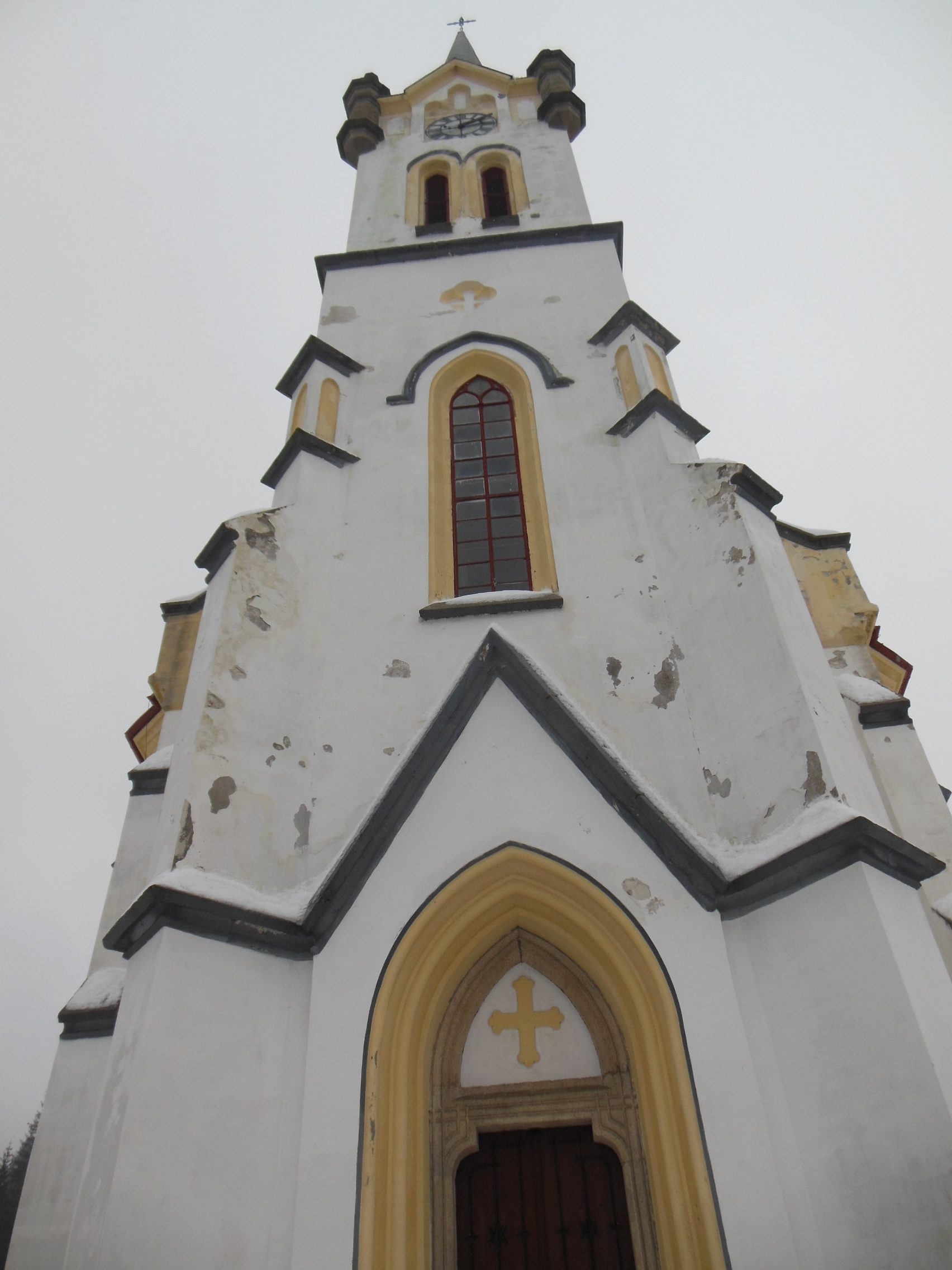
Průčelí kostela
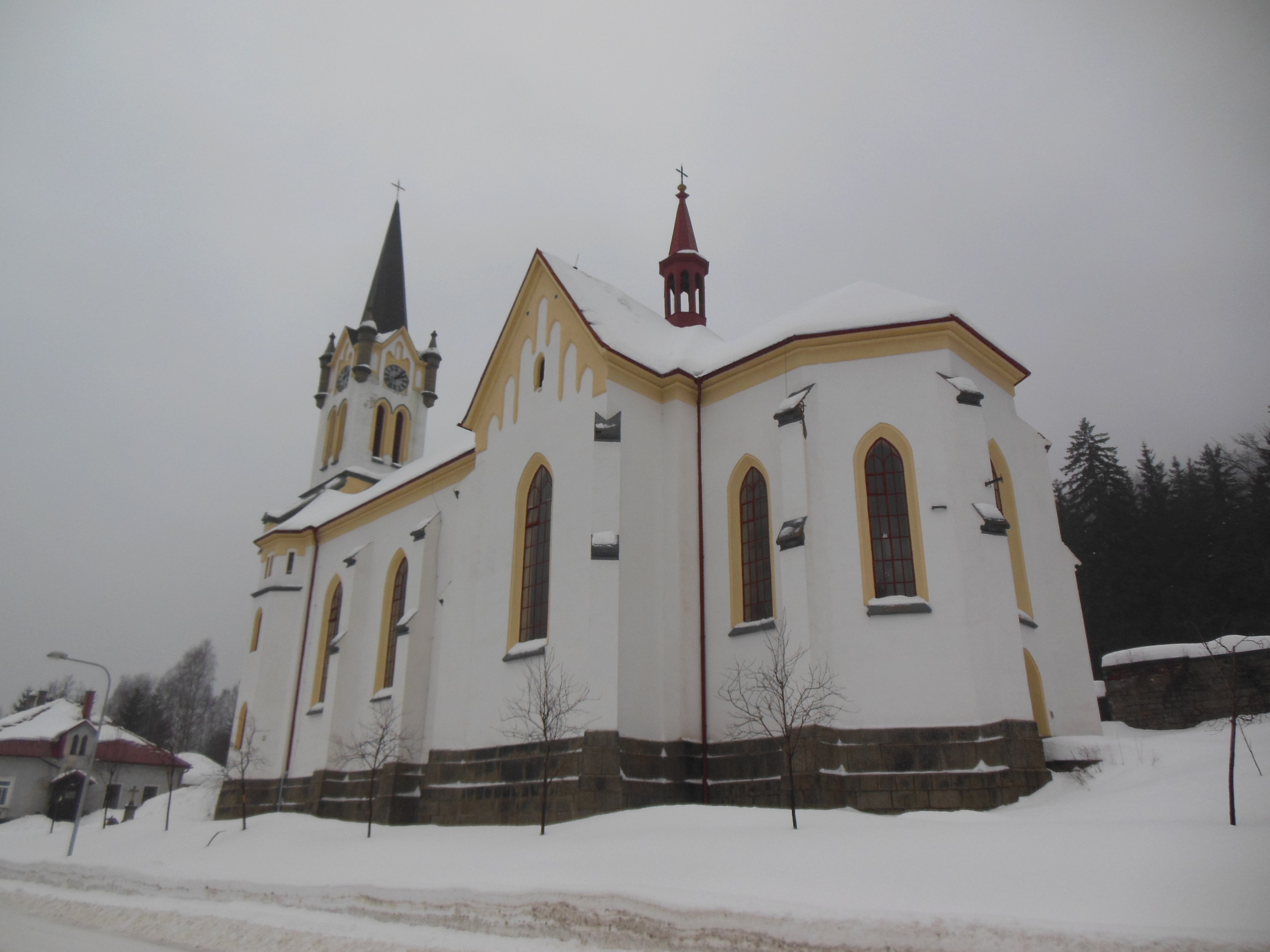
Kostel od závěru
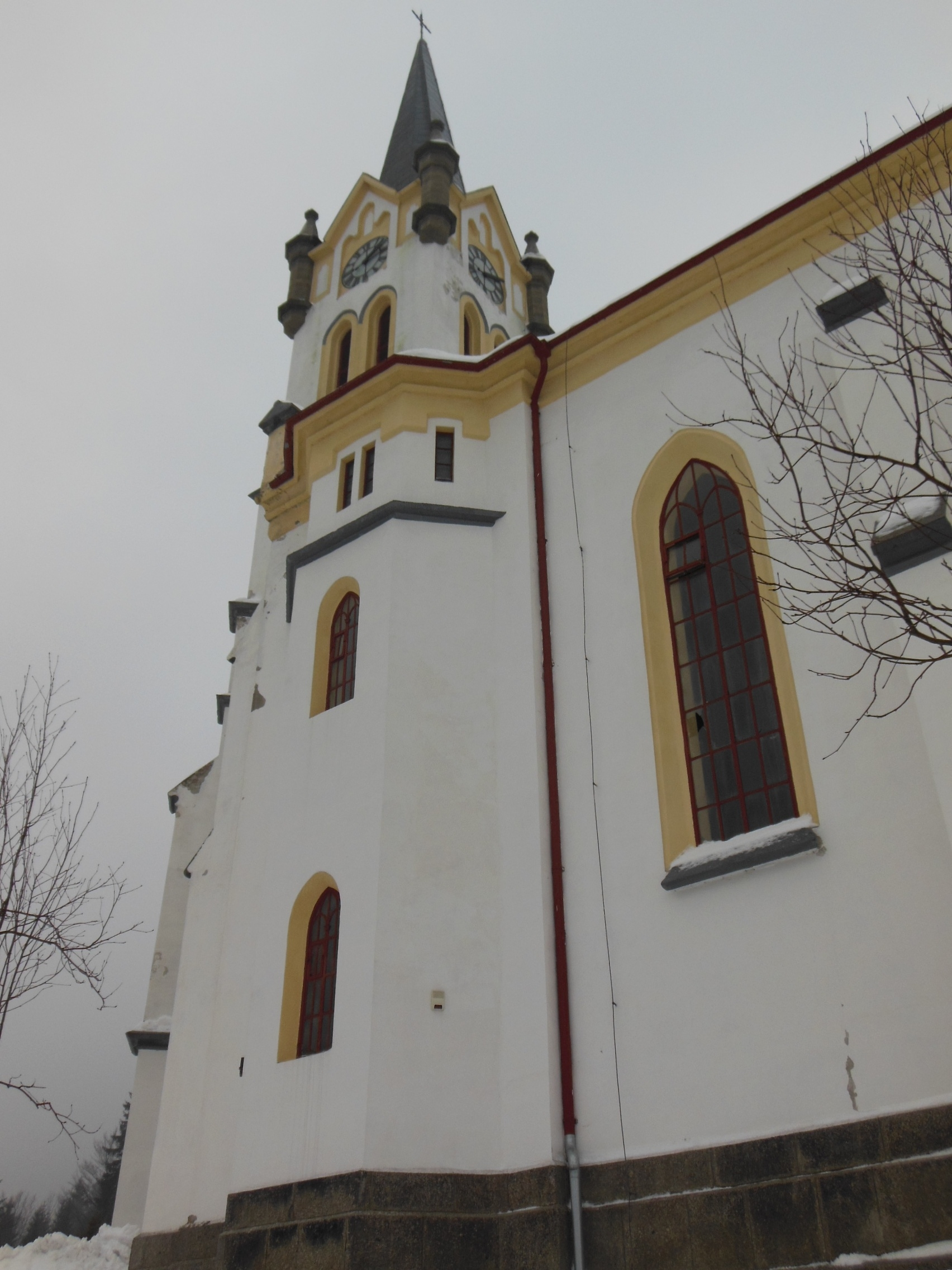
Detail věže
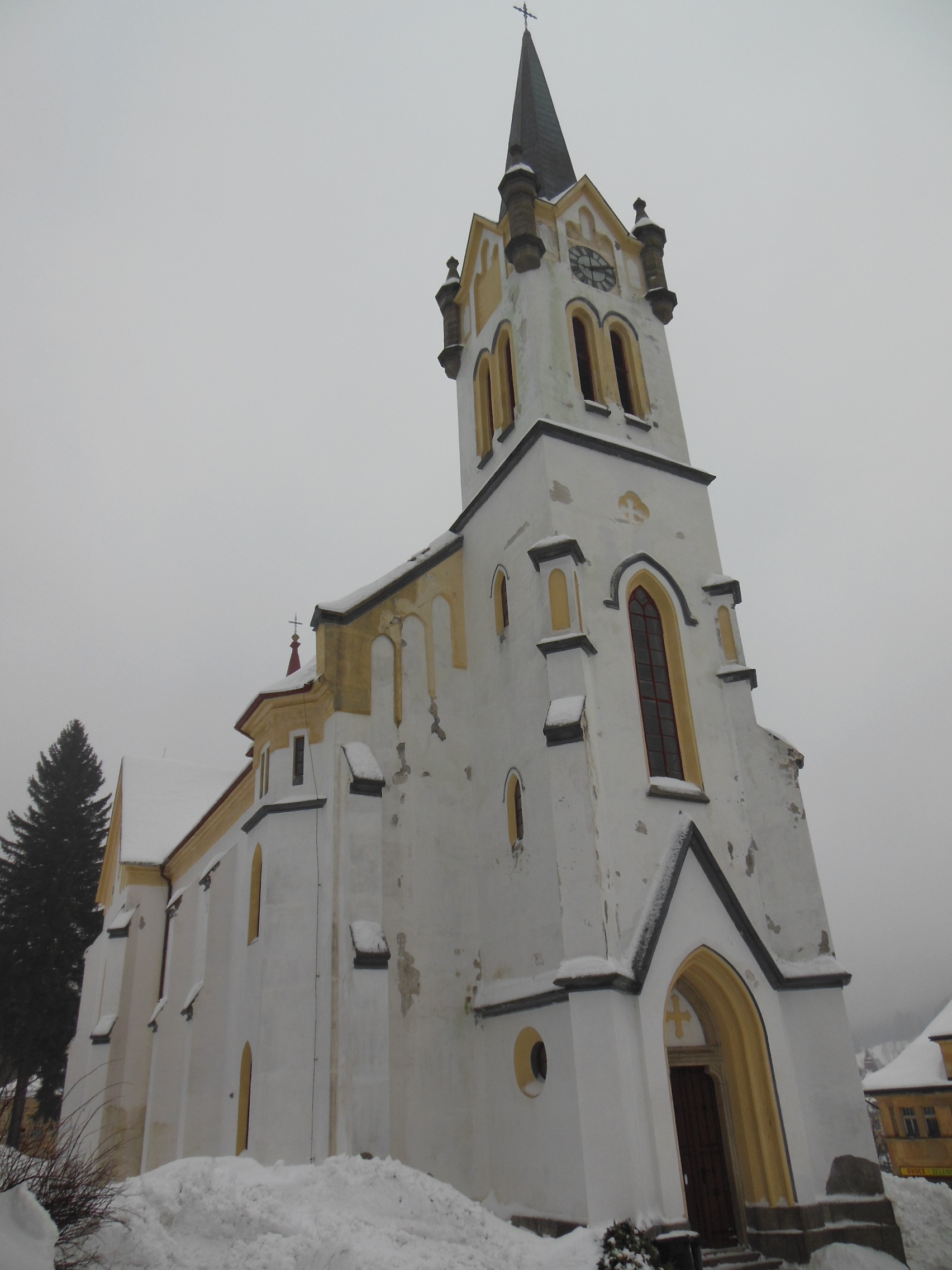
Druhý bok kostela